# Diccionario de la lengua catalana del IEC
El Diccionario de la lengua catalana del Instituto de Estudios Catalanes (DIEC) es el diccionario de catalán del Instituto de Estudios Catalanes (IEC) y, por lo tanto, el diccionario normativo y de referencia de la lengua catalana, junto con el diccionario normativo valenciano de la Academia Valenciana de la Lengua.
Es un diccionario monolingüe y de definiciones. Como obra normativa que es, «establece la forma y el significado de las palabras reconocidas como propias y generales de la lengua catalana».

## Historia
La idea de crear este diccionario surgió del impulso de la Sección Filológica del Instituto, que pretendía normalizar y unificar la lengua catalana. El proyecto empezó bajo la presidencia de Pompeu Fabra con la creación de las "Normas ortográficas", el "Diccionario ortográfico" y la "Gramática".
En 1932, tras cuatro años de trabajo de la Sección Filológica, se publica la primera edición del "Diccionario general de la lengua catalana" (DGLC), la obra previa al DIEC que conseguía unificar la ortografía, depurar el léxico, fijar la gramática e introducir neologismos.
El DGLC empezó a ser considerado el diccionario oficial de la lengua catalana a partir del año 1954, fecha en que se publicó la segunda edición.
Durante la década de 1980, los autores y escritores catalanes empezaron a pedir una revisión del diccionario al IEC porque consideraban que la lengua había evolucionado mucho desde la época de Fabra. 
A finales del año 1992, el IEC sintió la necesidad de publicar un nuevo diccionario normativo. Así pues, enseguida se empezó el proyecto, impulsado económicamente por la Generalidad de Cataluña. La primera edición del nuevo diccionario, el Diccionario del Instituto de Estudios Catalanes, se terminó en diciembre de 1994 y se publicó en septiembre de 1995. Poco después se hicieron dos reimpresiones con nuevas incorporaciones, modificaciones y supresiones de algunas palabras.
El día de Sant Jordi de 2007, coincidiendo con la celebración del centenario del Instituto de Estudios Catalanes, se publicó la segunda edición del Diccionario del Instituto de Estudios Catalanes que, con el acrónimo DIEC2, se ha convertido en la nueva referencia normativa. El proyecto "DIEC2" fue coordinado por los filólogos Joan Martí, Carles Miralles y Joaquim Rafel. El número de acepciones pasó de 120.000 a 132.460, y se aspiraba a una mayor neutralidad ideológica y a una ampliación considerable del léxico técnico.
Simultáneamente a la nueva versión en papel de 2007, también se publicó en la web con consulta gratuita. Ambas versiones tuvieron, inmediatamente, un éxito importante: se contabilizaron 17.000 ejemplares del libro y 644.352 consultas a Internet en tan solo dos meses desde de su aparición.
Tras la publicación de la segunda edición en abril de 2007 (DIEC2), la Sección Filológica del IEC ha aprobado diversos grupos de enmiendas que ha ido incorporando a la versión consultable por Internet, así como a la versión en papel en el caso de las nuevas impresiones:
- Enmiendas introducidas en la segunda impresión (noviembre de 2007.)[7]
- Enmiendas introducidas en la impresión en rústica (marzo de 2009).[8]
- Enmiendas introducidas en la versión en línea (abril de 2011).[9]
- Enmiendas introducidas en la versión en línea (febrero de 2013).[10]

## Diferencias entre el DGLC y el DIEC
La idea de hacer un nuevo diccionario surgió por las diferencias cada vez más grandes y evidentes entre el léxico empleado en el DGLC y su uso actual. De hecho, el proyecto de la creación del DIEC no partía de cero, sino que se empezó a construir en base al DGLC y conservando algunos aspectos del mismo.
Aparte de la actualización del léxico, los principales adelantos en el nuevo diccionario son: su ampliación (un tercio más respecto al DGLC), la disposición de los artículos y el perfeccionamiento de la ortografía. En este último campo destacan la regularización de los afijos, la actualización en el uso del guion y ciertos cambios en acentuación y escritura por razones etimológicas.
El trabajo de ampliación del DIEC se ha hecho en el ámbito de la nomenclatura y del contenido de los artículos. En cuanto al léxico, se ha ampliado básicamente en el campo científico-técnico y en cuestiones dialectales o de argot. Hay 30 áreas temáticas más que en el antiguo diccionario.